# Valutatore immobiliare
Il valutatore immobiliare è il soggetto che redige la valutazione immobiliare ovvero la stima.
Le caratteristiche del Valutatore Immobiliare per la stima dei beni in garanzia ipotecaria sono indicate dalla norma UNI 11558:2014 "valutatore immobiliare. Requisiti di conoscenza, abilità e competenza” la quale, tra l'altro, definisce il valutatore immobiliare come il «soggetto che possiede le necessarie qualifiche, conoscenze, abilità e competenze per esercitare l’attività di stima e valutazione immobiliare». 
In pratica, i valutatori sono professionist iscritti agli albi dei dottori agronomi, architetti, ingegneri, geometri, periti industriali, e periti agrari; peraltro con competenze estimative assai differenziate tra gli stessi, in base ai relativi regolamento emanati con norme aventi forza di legge.

## Descrizione
Nell'estimo, la valutazione immobiliare o stima è l'insieme di operazioni con le quali il valutatore  (talora denominato perito o esperto o estimatore) ricerca il valore di un bene meglio descritto nella perizia di stima ovvero nel rapporto estimativo, come in genere viene definito a livello internazionale e negli International Valuation Standards.
Il valutatore immobiliare, come definito dalla norma UNI 11558:2014, per svolgere al meglio la sua professione, deve però coniugare una profonda conoscenza della dottrina e delle metodiche estimative, la capacità di analisi delle dinamiche del mercato immobiliare, con la identificazione delle caratteristiche edilizie, urbanistiche e tecnico-economiche del bene da valutare, al fine di applicarli in maniera appropriata e conseguire una stima qualitativamente coerente con l'effettivo valore del bene.. In sostanza il ruolo del perito estimatore è quello di formulare giudizi circa la somma di moneta che si può attribuire, per soddisfare date esigenze pratiche, ad un qualsiasi bene economico oggetto di stima
Il regolamento (UE) 575/2013, del Parlamento europeo e del Consiglio (Capital Requirement Regulation – CRR), recante la disciplina relativa ai requisiti prudenziali per gli enti creditizi richiedeva espressamente che i professionisti operanti nel settore delle valutazioni degli immobili fossero in possesso delle “necessarie qualifiche, capacità ed esperienze per compiere una valutazione (…) indipendente dal processo di decisione del credito”.
Il decreto legislativo 21 aprile 2016, n. 72, di attuazione della direttiva (UE) 2014/17 in materia di contratti di credito ai consumatori relativi ai beni immobili residenziali che ha modificato l’art. 120-duodecies (“Valutazione dei beni immobili”) del Testo unico bancario (TUB) specifica: «1. I finanziatori applicano standard affidabili per la valutazione dei beni immobili residenziali ai fini della concessione di credito garantito da ipoteca. Quando la valutazione e' condotta da soggetti terzi, i finanziatori assicurano che questi ultimi adottino standard affidabili. 2. La valutazione è svolta da persone competenti sotto il profilo professionale e indipendenti dal processo di commercializzazione del credito, in modo da poter fornire una valutazione imparziale ed obiettiva, documentata su supporto cartaceo o su altro supporto durevole. 3 […].” 
Il Codice delle Valutazioni Immobiliari (Sesta edizione, 2025), al capitolo 1, richiama in maniera analitica la normativa di riferimento inerente al Valutatore immobiliare e identifica in uno specifico schema il "Processo logico-metodologico applicativo degli standard affidabili".
Lo standard internazionale di valutazione è costituito dall'International Valuation Standards (IVS), predisposto dall'International Valuation Standards Council (IVSC); standard adottato anche dalla Royal Institution of Chartered Surveyors nel relativo manuale; a livello europeo sussiste l’EVS, altro standard predisposto a cura di The European Group of Valuer's Association. A livello nazionale lo standard di riferimento è il Codice delle Valutazioni Immobiliari | Italian Property Valuation Standard (opera giunta alla sesta edizione, edita da Tecnoborsa Scpa).
La certificazione delle competenze avviene in conformità alla norma UNI 11558:2014 "Valutatore immobiliare. Requistiti di conoscenza, abilità e compenteza" e della norma internazionale UNI CEI EN ISO/IEC 17024.
In Italia, per essere legittimato a svolgere valutazioni immobiliari, è necessaria l'iscrizione in un ordine o collegio professionale dell'area tecnica (dottori agronomi, architetti, ingegneri, geometri, periti agrari, periti industriali e agrotecnici), con ambiti di competenza assai articolati e differenziati tra le suddette categorie delle professioni intellettuali.